# 勝俣浩行
勝俣 浩行（かつまた ひろゆき、1954年7月3日 - ）は、日本の政治家。神奈川県箱根町長（1期）。

## 来歴
神奈川県箱根町出身。明星中学校、神奈川県立西湘高等学校卒業。1978年（昭和53年）3月、専修大学商学部卒業。同年4月、箱根町役場に奉職。議会事務局長、福祉部長、総務部長などを歴任。2014年（平成26年）10月1日、副町長に就任。
2020年（令和2年）6月11日、箱根町長の山口昇士が6選不出馬を表明。同年6月25日、強羅観光協会副会長で飲食店経営の田村洋一が箱根町長選挙への出馬表明。7月30日、勝俣が出馬表明。10月25日に行われた町長選で、山口昇士町長の後継指名を受け、田村を小差で破り初当選した。11月15日、町長就任。
※当日有権者数：9,653人 最終投票率：63.46%（前回比：＋27.64pts）
| 候補者名 | 年齢 | 所属党派 | 新旧別 | 得票数  | 得票率 | 推薦・支持 |
| -------- | ---- | -------- | ------ | ------- | ------ | ---------- |
| 勝俣浩行 | 66   | 無所属   | 新     | 3,135票 | 51.6%  |            |
| 田村洋一 | 55   | 無所属   | 新     | 2,940票 | 48.4%  |            |